# Cao Mã Pờ
Cao Mã Pờ là một xã thuộc huyện Quản Bạ, tỉnh Hà Giang, Việt Nam.

## Địa lý
Xã Cao Mã Pờ có vị trí địa lý:
- Phía đông giáp xã Nghĩa Thuận và xã Tùng Vài
- Phía tây, bắc giáp Trung Quốc
- Phía nam giáp xã Tùng Vài.

Xã Cao Mã Pờ có diện tích 39,40 km²,dân số năm 2019 là 2.455 người, mật độ dân số đạt 62 người/km².

## Hành chính
Xã Cao Mã Pờ được chia thành 8 thôn: Chín Sang, Thèn Ván 1, Thèn Ván 2, Vả Thàng 1, Vả Thàng 2, Chín Chù Lìn, Vàng Chá Phìn, Cao Mã.